# 鉄道戦争

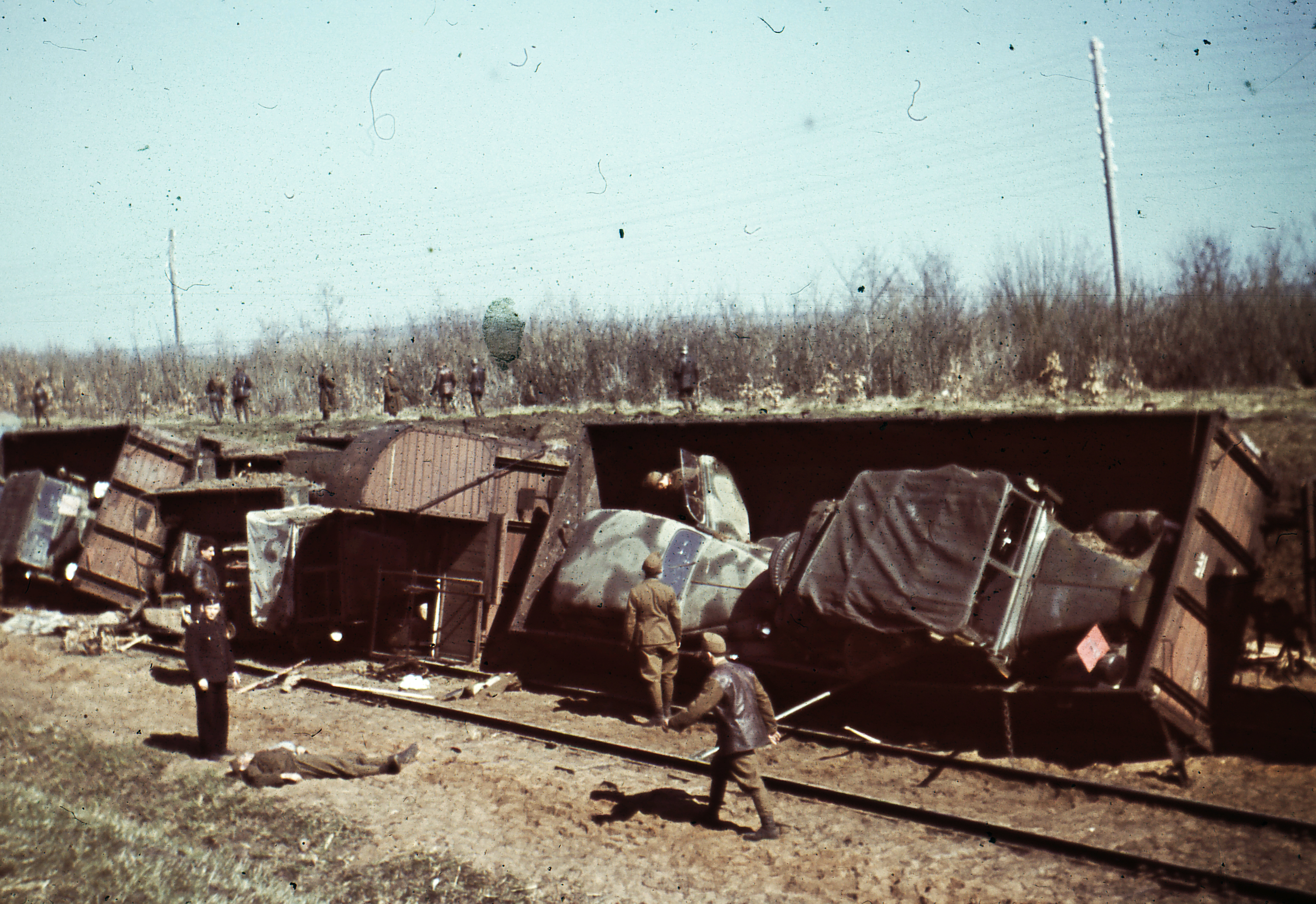
鉄道戦争によって脱線したドイツ軍の装備を積んだ列車、1942年。

鉄道戦争（てつどうせんそう、ロシア語: Рельсовая война, Rel'sovaya Voyna; ベラルーシ語: Рэйкавая вайна, Rejkavaja Vajna; ウクライナ語: Рейкова війна, Reykova Viyna）は、第二次世界大戦中のドイツ国防軍占領下のソビエト連邦、特に白ロシアとウクライナにおける赤軍パルチザンによる軍事作戦行動の名称。この作戦は、鉄道を破壊することでドイツ軍の兵站を混乱させ、前線への装備や人員の移動を阻止することを意図して行われた。

## 概要
1943年6月、白ロシア共産党（CPB）中央委員会はドイツの鉄道路線の破壊と、再建を阻止するため鉄道労働者にゼネストを命じる決議を採択した。これには意図的に鉄道事故を起こすことや、橋や駅を破壊することも伴うこととなっていた。
パルチザンは第二次世界大戦中、CPBが推奨するこの戦術をよく実行したが、最も頻繁だったのは鉄道戦争作戦やコンツェルト作戦 、バグラチオン作戦だった。実際、主要な破壊工作員の一人であるイリヤ・スタリノフは、後者2つの作戦の組織化を支援していた。鉄道戦争中、ドイツの鉄道路線を破壊するために爆薬が多用された。多くのパルチザンは鉄道戦争のために開発された爆発物を使用したが、手榴弾や即席爆発装置が使用されることもあった。
鉄道戦争に関する情報はドイツ側とソ連側の資料によって異なるが、パルチザンがドイツ軍の兵站に大きな混乱をもたらしたことは広く認められている。1944年から1945年にかけて、鉄道戦争への参加に捧げられたメダルがミンスクで授与された。